# Eskilstuna centralstation
Eskilstuna centralstation, Eskilstuna C, är en järnvägsstation i Eskilstuna. Den är stadens viktigaste kommunikationsknutpunkt och en del av det nationella järnvägsnätet. Stationshuset byggdes 1876 efter ritningar av arkitekten Adolf W. Edelsvärd. Stationen invigdes 1877.

## Historik

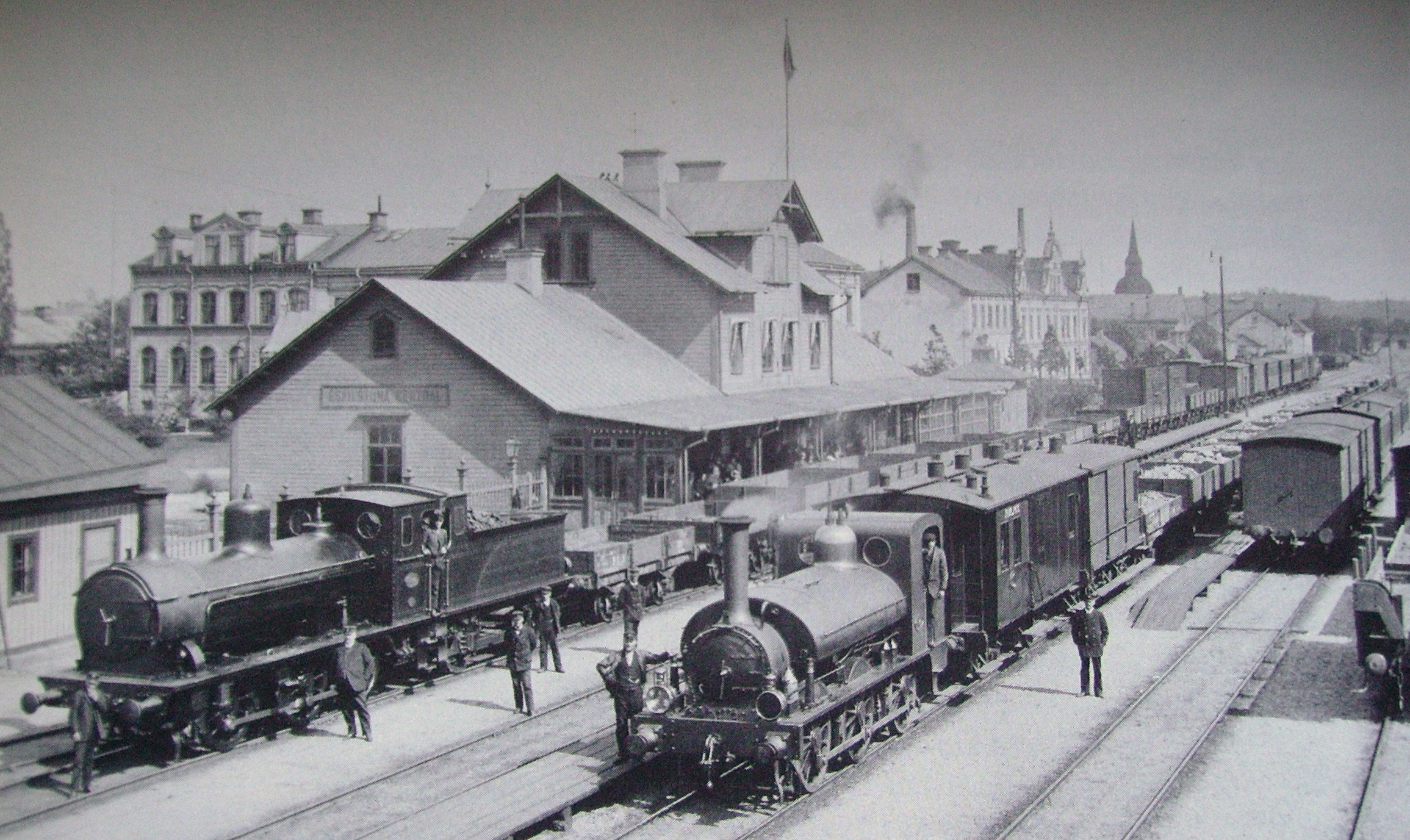
Eskilstuna C omkring år 1900.

Eskilstuna station invigdes år 1877 i samband med att Oxelösund–Flen–Eskilstuna Järnväg öppnades, vilket anslöt staden till Valskog och Kolbäck i Västmanland.
Den ursprungliga stationsbyggnaden stod klar år 1876. År 1895 ledde öppningen av Norra Sörmlands Järnväg till att stationen fick namnet Eskilstuna centralstation. Stationen genomgick en omfattande renovering år 1924, vilket gav den dess nuvarande utseende. Arkitekten bakom byggnaden var Adolf W. Edelsvärd, som ritade många svenska järnvägsstationer.
Under 1900-talet spelade Eskilstuna centralstation en viktig roll i stadens industriella utveckling genom att underlätta transport av varor och arbetare. Under de senaste åren har stationen moderniserats samtidigt som dess historiska betydelse har bevarats.

## Trafik
Eskilstuna centralstation är en viktig knutpunkt mellan Svealandsbanan, som går mellan Södertälje och Valskog via Läggesta, Strängnäs och Eskilstuna och järnvägslinjen Sala–Oxelösund som går mellan Sala och Oxelösund via Västerås, Eskilstuna och Flen. 
Persontrafiken sköts av Mälartåg med förbindelser till städer som Stockholm, Uppsala, Örebro, Västerås, Sala och Linköping.

## Framtida utveckling
Det finns planer på att omvandla stationen till ett modernt resecentrum. Ombyggnaden syftar till att förbättra passagerarfaciliteterna, öka kommersiella ytor och skapa bättre anslutningar mellan olika transportmedel. Uppgraderingen syftar till att hantera det växande antalet resenärer. En av de viktigaste planerade förbättringarna är längre plattformar för att stödja längre tåg.